# Smyriodes serrata
Smyriodes serrata är en fjärilsart som beskrevs av Walker 1857. Smyriodes serrata ingår i släktet Smyriodes och familjen mätare. Inga underarter finns listade i Catalogue of Life.